# Cesta zhýčkaného dítěte
Cesta zhýčkaného dítěte (originální francouzský název Itinéraire d'un enfant gâté) je francouzské filmové drama z roku 1988, které režíroval Claude Lelouch podle vlastního scénáře. Film pojednává o řediteli velké společnosti, který, navzdory svému úspěchu, není šťastný. Je unaven ze svého života a také ze svých dětí. Rozhodne se proto nafingovat svou smrt a začít nový život, pod odlišným jménem a v odlehlém koutě zeměkoule.
Hlavní role ztvárnili Jean-Paul Belmondo (který za svůj výkon obdržel Césara) a Richard Anconina. Film je zajímavý také svojí hudební složkou. V průběhu filmu zaznívá a doplňuje děj několik francouzských šansonů, například od Jacquese Brela.

## Děj
Sam Lion je zakladatelem a ředitelem velké společnosti, která se zabývá čištěním, uklízením a vším, co s tím souvisí. I když má starostlivé děti a jeho společnost vzkvétá, je unaven a uvažuje o životní změně. Rozdodne se pro radikální řešení, odplouvá na dalekou mořeplaveckou cestu a finguje svou smrt. Pod novým jménem začíná žít na odlehlých ostrovech. Protože na ostrovy přece jen jezdí turisté, jednoho dne jeho tvář spoznává Albert, mladý Francouz, bývalý Samův zaměstnanec, který si na ostrovech teď přivydělává jako číšník. Nejdřív chce senzaci prodat do tisku, po rozmluvě se Samem ale od toho upouští. Mezi dvěma muži vzniká jisté pouto, Albert sděluje Samovi fakta o současných problémech firmy. Protože finanční pozice společnosti byla před Samovým odjezdem bezvadná, Sam je přesvědčen, že někdo firmu záměrně poškozuje a hodlá tomu zabránit. Přesvědčí Alberta, aby vstoupil do jeho služeb a zaměstnal se v nejvyšším vedení firmy. Sam ho také připraví na konkurz, protože je to nezbytné k získání příslušných finančních výkazů. Pak firmu začíná řídit sám prostřednictvím Alberta. Díky neustálému kontaktu vzniká láska mezi Albertem a Viktorii, Samovou dcerou. I když Sam nehodlá svým dětem říct pravdu o své smrti, jednoho dne je svojí dcerou přece jen odhalen. Oba se usmíří, Sam se však přesto rozhodne pro další život mimo Francii.

## Obsazení
| Jean-Paul Belmondo     | Sam Lion                       |
| Richard Anconina       | Albert „Al“ Duvivier           |
| Marie-Sophie L.        | Victoria, Samova dcera         |
| Jean-Philippe Chatrier | Jean-Philippe, Samův syn       |
| Lio                    | Iveta, Samova první žena       |
| Daniel Gélin           | Pierre Duvivier, Albertův otec |
| Béatrice Agenin        | Corinne, poslední Samova žena  |
| Michel Beaune          | notář Vergne                   |
| Pierre Vernier         | kněz                           |
| Philippe Lorin         | lékař                          |

## Ocenění
- César pro nejlepšího herce pro Jean-Paula Belmonda za rok 1989
- Grand Prix d'interprétation na Filmovém festivalu v Chicagu pro Richarda Anconinu